# Войлочников, Анатолий Тихонович
Анатолий Тихонович Войлочников (16 ноября 1921 г., Вяземский уезд, дер. Бозня — 25 марта 1988 г., Киров) — учёный-охотовед, кинолог, известный специалист по лайкам.
Родился на Смоленщине, в деревне Бозня. С детства ходил с отцом на охоту, любил природу и чтение. После окончания школы в 1939 году поступил в Московский пушно-меховой институт на факультет охотоведения, в октябре этого года призван в армию. С первых дней Великой отечественной войны был на фронте. Служил разведчиком, попадал в плен, получил несколько ранений. За боевые заслуги награждён орденами Красной Звезды и Славы III степени, медалью «За отвагу» и другими наградами.
В 1946 году продолжил обучение и после окончания института в 1951 году поступил на работу в Северное отделение Всесоюзного института охотничьего промысла (ныне ВНИИОЗ) в Архангельске, занимался исследованием охотничьих промысловых ресурсов и определяющих их факторов. После перевода в головной институт в Кирове приступил к исследованию охотничьих угодий Сибири и Дальнего Востока, изучал технику добычи белки и колонка в Амуро-Уссурийских горных лесах. Позже занялся научными исследованиями в области охотничьего собаководства, стал известным кинологом, экспертом Всесоюзной категории по лайкам. Работал над изучением, сохранением и совершенствованием рабочих свойств лаек, проводил опыты по гибридизации с волком, много лет наблюдал за работой собак в тайге. Был научным руководителем институтского опытного питомника охотничьих собак, чья деятельность оказала большое влияние на разведение лаек в СССР. Преподавал кинологию в Кировском сельхозинституте.
Автор более 80 опубликованных работ, статьи «Кинология» в Большой советской энциклопедии и сельскохозяйственной энциклопедии, известной книги «Лайки и охота с ними» (1976), уникальной монографии «Охотничьи лайки» (1982) при участии жены и коллеги Светланы Дмитриевны Войлочниковой. Участвовал в выпуске двух сборников «Охотничье собаководство в СССР».
Умер в возрасте 66 лет от рака желудка, похоронен на Макарьевском кладбище в Кирове.